# Eunidia brunneovittipennis
Eunidia brunneovittipennis är en skalbaggsart som beskrevs av Stefan von Breuning 1954. Eunidia brunneovittipennis ingår i släktet Eunidia och familjen långhorningar. Inga underarter finns listade i Catalogue of Life.